# 1810
| 1810               |
| ------------------ |
| Dødsfald - Fødsler |
| • Begivenheder     |

| Gregoriansk kalender | 1810 MDCCCX             |
| Ab urbe condita      | 2563                    |
| Armensk kalender     | 1259 ԹՎ ՌՄԾԹ            |
| Kinesiske kalender   | 4506 – 4507 己巳 – 庚午 |
| Etiopisk kalender    | 1802 – 1803             |
| Jødisk kalender      | 5570 – 5571             |
| Hindukalendere       |                         |
| - Vikram Samvat      | 1865 – 1866             |
| - Shaka Samvat       | 1732 – 1733             |
| - Kali Yuga          | 4911 – 4912             |
| Iransk kalender      | 1188 – 1189             |
| Islamisk kalender    | 1225 – 1226             |

Året 1810 startede på en mandag.
Konge i Danmark: Frederik 6. – 1808-1839
Se også 1810 (tal)

## Begivenheder

### Marts
- 11. marts - Napoleon Bonaparte ægter - ved fuldmagt - ærkehertuginde Marie Louise, datter af den østrigske kejser Frans 1.

### Maj
- 25. maj - Argentina frigør sig fra vicekongedømmet La Plata og fejrer derfor den ene af sine to nationaldage

### Juli
- 9. juli - Napoleon annekterer Kongeriget Holland, hvorefter han gør sin broder Louis til landets konge
- 20. juli - Colombia bliver selvstændigt, og dagen er nu nationaldag

### August
- 5. august - Kejser Napoleon lægger skat på alle kolonivarer som importeres til Frankrig
- 9. august - Napoleon annekterer Westfalen til Frankrig
- 21. august - Jean Baptiste Bernadotte, Marskal af Frankrig, vælges til kronprins af Sverige af den svenske Ståndsriksdagen

### September
- 16. september – Mexico opnår uafhængighed fra Spanien
- 23. september – Republikken West Florida opstår som selvstændig nation, da en del af det spanske territorium i det nuværende USA, løsriver sig fra Spanien. Republikken eksisterer kun i 74 dage, Så bliver området annekteret af USA
- 26. september - den svenske Riksdag vedtager en tronfølgerlov, der gør Jean Baptiste Bernadotte til svensk tronfølger

### Oktober
- 3. oktober - Danmarks første dyrskue afholdes i Randers
- 27. oktober - USA annekterer den tidligere spanske koloni Vestflorida.

## Født
- 26. maj – Christen Købke, dansk maler (død 1848)
- 1. marts – Frédéric Chopin, polsk komponist og pianist.
- 28. marts - Alexandre Herculano,  portugisisk digter og historiker (død 1877).
- 2. maj – Hans Christian Lumbye, dansk komponist og dirigent. Han dør i 1874
- 9. juni – Otto Nicolai, tysk komponist.
- 7. oktober – Peter Faber, digter og telegrafdirektør ("Højt fra træets grønne top"). Han dør i 1877
- 10. november - Hans Peter Christian Møller, dansk forsker af bløddyr (død 1845).
- 24. december – Wilhelm Marstrand, dansk maler